# Castleknock
Castleknock (in inglese) o Caisleán Cnucha (in irlandese) è un quartiere residenziale alla periferia di Dublino.
Il villaggio si trova a 8 km dalla capitale irlandese.

## Storia
La baronia feudale di Castleknock è stata fondata da Hugh de Lacy e concessa nel 1177 a Hugh Tyrrell. Il Santo Patrono è St. Brigid.
Fino alla fine del 1960, Castleknock è un villaggio rurale alla periferia est della capitale; Negli anni settanta, in contemporanea al vicino comune di Blanchardstown, la cittadina si è sviluppata fino ad essere completamente assorbita nel tessuto periferico di Dublino.

## Sport
- Tennis
- Golf
- Hurling - Castleknock Hurling and Football Club e St. Brigids GAA club
- Calcio - Castleknock Celtic FC
- Rugby - Rugby Union (Coolmine RFC)